# Саккини, Франческо
Франческо Саккини (итал. Niccolò Orlandini; Francesco Sacchini; 10 ноября 1570 года, Пачано, Перуджа — 16 декабря 1625 года, Рим) — итальянский историк, иезуит, профессор риторики в Риме.

## Биография
8 октября 1588 года вступил в Орден иезуитов, при котором получил образование в области философии и богословия, по его окончании стал профессором риторики в Риме.
С 1606 года — преемник Никколо Орландини на должности историка Ордена иезуитов, которую занимал до конца жизни. Позднее был также первым секретарём Ордена.

## Главные труды
- «Libellus de ratione libros cum profectu legendi» (Ингольштадт, 1614; французский перевод выпущен под заглавием «Moyens de lire avec fruit», Париж, 1785)
- «Modus utiliter studendi» (Вюрцбург, 1614)
- «Protrepticon ad magistros scholarum inferiorum societatis Jesu» (Париж, 1625).

Главный труд — «Historia societatis Jesu» (Рим и Антверпен 1615—1661). Первая из пяти частей написана Орландини, вторая вышла в 1620 году, третья, четвёртая и пятая — уже после смерти Саккини, в, соответственно, 1649, 1652 и 1661 годах. Это сочинение впоследствии высоко оценивалось благодаря вниманию автора ко многим мелким деталям. Его перу принадлежит также несколько образовательных брошюр, в том числе «De ratione libros cum profectu legendi», «Protrepticon ad magistros scholarum inferiorum Soc. Iesu», а также «Vita divi Paulini Episcopi Nolani» (1622), включённая затем в Acta Sanctorum.